# Миновес, Жули
Жу́ли Мино́вес Три́кель (кат. Juli Minoves Triquell; род. 15 августа 1969, Андорра-ла-Велья, Андорра) — андоррский дипломат и писатель.

## Биография
Миновес получил экономическое образование в Университете Фрибура, а также учился на политолога в Йельском университете.
Занимал пост министра иностранных дел Андорры с 12 апреля 2001 года по 7 мая 2007 года, впоследствии он был назначен министром по связям с общественностью (пресс-секретарь правительства), культуры и высшего образования. С декабря 2007 года по май 2009 года занимал должность министра общественных дел, экономического развития, туризма, культуры и университетов.
До работы в правительстве Миновес служил постоянным представителем Андорры при Организации Объединенных Наций, а также послом Андорры в Соединенных Штатах Америки, Канаде, Великобритании, Испании, Швейцарии, Финляндии и при ВТО.
Доктор Миновес является вице-президентом и членом бюро от Либерального Интернационала. В 2014—2018 годах был его президентом.

## Опубликованные работы
Миновес является автором нескольких художественных произведений, среди которых Segles de Memoria, удостоенные премии[какой?] в 1989 году.